# La Era, Michoacán de Ocampo
La Era är en ort i Mexiko.   Den ligger i kommunen Huetamo och delstaten Michoacán de Ocampo, i den södra delen av landet, 220 km sydväst om huvudstaden Mexico City. La Era ligger 215 meter över havet och antalet invånare är 134.
Terrängen runt La Era är kuperad åt sydost, men åt nordväst är den platt. Runt La Era är det ganska glesbefolkat, med 23 invånare per kvadratkilometer. Närmaste större samhälle är Huetamo de Núñez, 17,0 km nordost om La Era. Trakten runt La Era består till största delen av jordbruksmark.